# Beaumont Newhall

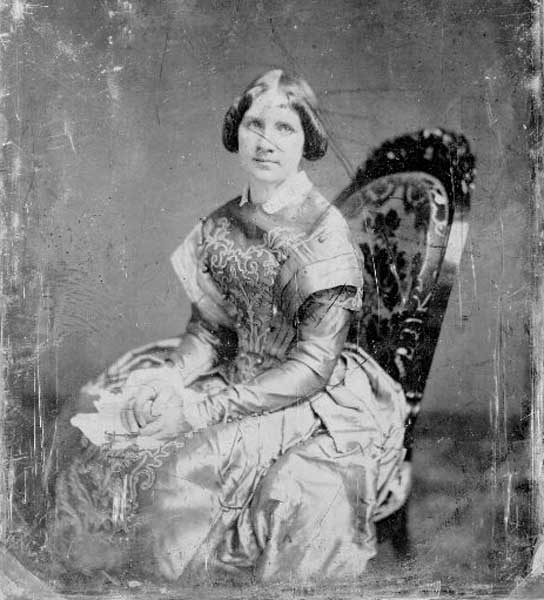
Tříčtvrteční portrét Jenny Lindové vyfotografoval Poly Von Schneidau v ateliéru Mathewa Bradyho, z knihy The History of Photography

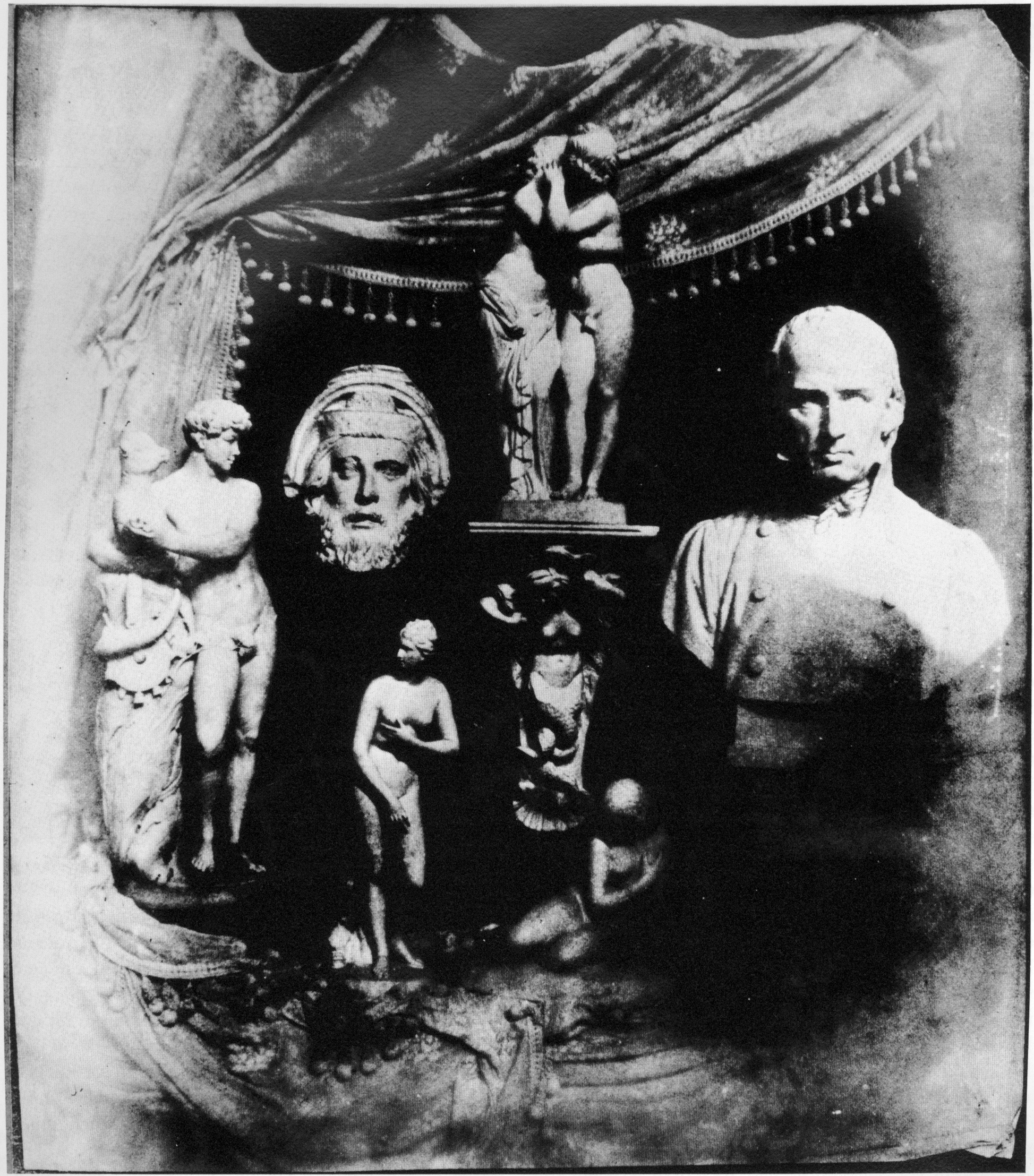
Zátiší Hippolyte Bayarda (1839), z knihy The History of Photography

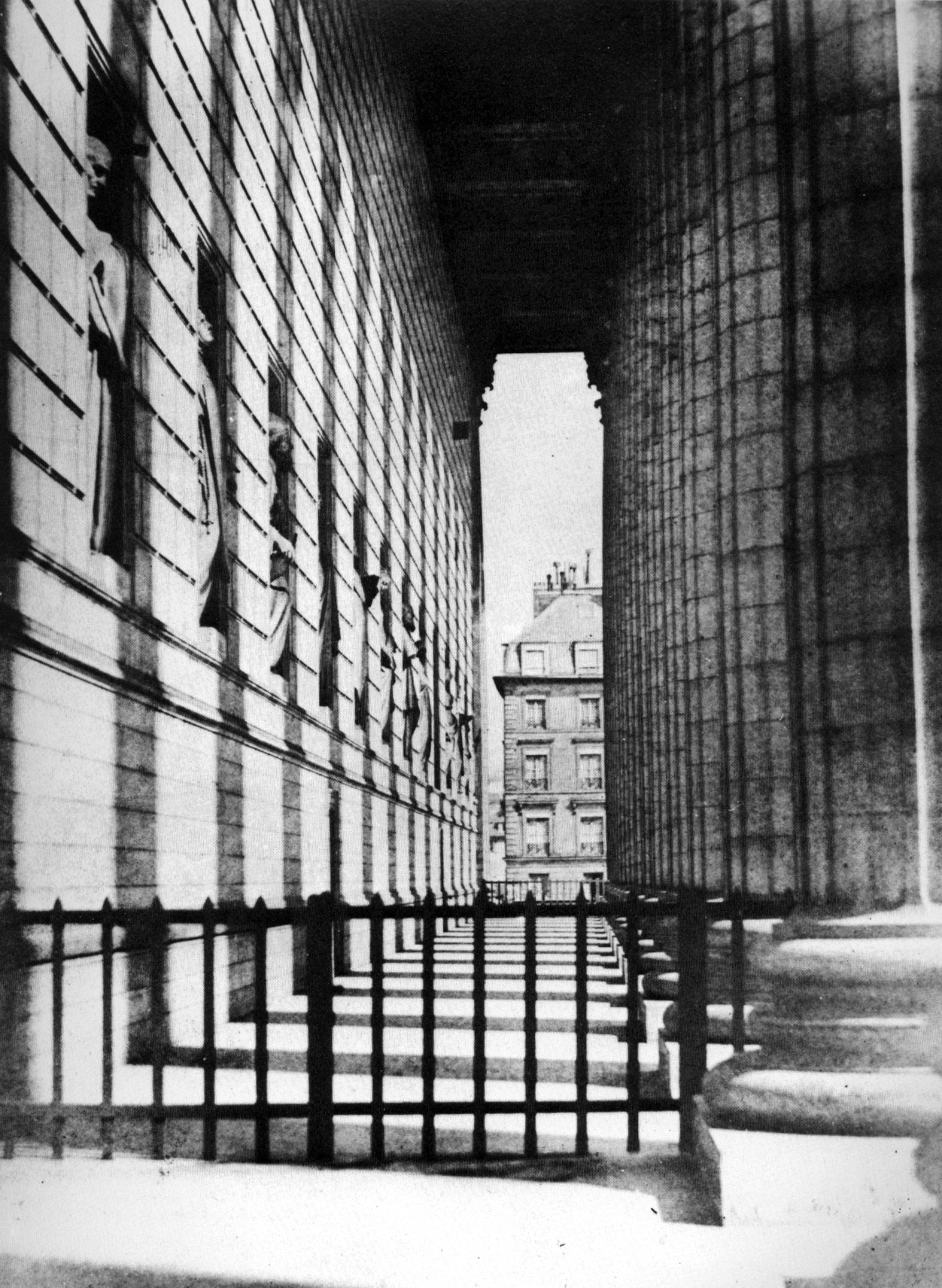
Hippolyte Bayard: Paříž (1845), z knihy The History of Photography

Beaumont Newhall (22. června 1908 – 26. února 1993) byl americký kurátor, historik umění, textař, a fotograf. Jeho kniha The History of Photography zůstává jednou z nejvýznamnějších v této oblasti a stala se klasickou učebnicí historie fotografie. Newhall získal četná ocenění za úspěchy ve studiu historie fotografie.

## Dětství a vzdělání
Beaumont Newhall se narodil 22. června v roce 1922 v Lynnu, Massachusetts. Některé z jeho prvních dětských vzpomínek se týkají fotografování. Je třeba připomenout, že ho jeho matka při vyvolávání skleněných desek ve své temné komoře hlídat, aby nestrkal prsty do chemikálií, aby se podíval na obrázek.
Přestože chtěl Newhall studovat na Harvardově univerzitě film a fotografii, nebyly tyto předměty vyučovány jako samostatné disciplíny. Místo toho si vybral ke studiu dějiny umění a muzejní vědy. Na Harvardu jej do značné míry ovlivnil instruktor Paul J. Sachs a v roce 1931 po získání magisterského diplomu mu Sachs pomohl získat pozici pedagoga na Philadelphia Museum of Art ve Philadelphii. Newhall pokračoval ve svém studiu na Institute of Art and Archaeology of the University of Paris (Ústav umění a archeologie), Courtauld Institute of Art v Londýně, krátce působil v Metropolitan Museum of Art v New Yorku a pracoval také pro Massachusettskou pobočku Public Works Administration.
Kvůli finančním potížím během Velké hospodářské krize se Newhall nebyl schopen soustředit na své doktorské studium a přijal jako stabilní zdroj příjmů místo v Muzeu moderního umění.

## Muzeum moderního umění
Newhallova dráha v Museum of Modern Art začala v roce 1935, kdy se stal knihovníkem. V roce 1937 jej pozval Alfred Barr junior, ředitel Moma, aby vypracoval komplexní první retrospektivu fotografických děl.
Výstava, kterou Newhall sestavil, se stala pro fotografii klíčovou, aby jí zajistila čestné místo v oblasti umění. Doprovodný katalog The History of Photography (Historie Fotografie) byl prvním za prvních 100 let fotografické historie, který dával stejný důraz na technické dovednosti stejně jako na hodnotu umělecké formy.
V roce 1940 se stal Newhall prvním ředitelem fotografického oddělení MoMA.

## George Eastman House
Newhall pracoval jako kurátor International Museum of Photography (Mezinárodního muzea fotografie) v George Eastman House v období 1948–1958, pak se stal jejím ředitelem v letech 1958–1971. Během působení v Eastman House byl Newhall odpovědný za shromažďování jedné z největších fotografických sbírek na světě.

## Newhall Library
Beaumont Newhall se oženil s Nancy Wynne, což byla fotografická kritička, která pracovala jako kurátorka v MoMA během druhé světové války. Beaumont a Nancy měli syna Thea Christophera Newhalla.
Soukromá sbírka Beaumonta a Nancy Newhallových byla věnována College of Santa Fe a stala se základem pro univerzitní Beaumont and Nancy Newhall Library.

## Ocenění
- Cena za kulturu Německé fotografické společnosti